# Neruda (álbum de Pablo Neruda)
Neruda es un álbum de estudio conformado por la grabación de 13 poemas del poeta chileno ganador del Premio Nobel de Literatura Pablo Neruda, publicado en 1969 por el sello chileno Dicap. Carente de toda musicalización, el disco es uno de los pocos trabajos discográficos con la voz de Neruda.
Los poemas 4 y 5 son dedicados a la ciudad de «Stalingrado», actualmente llamada Volgogrado, mientras que el tema 7 habla del destacado militar mapuche Lautaro, toqui durante la Guerra de Arauco entre 1554 y 1557.

## Lista de canciones
| Neruda |                              |          |  |
| N.º    | Título                       | Duración |  |
| 1.     | «Barrios sin luz»            |          |  |
| 2.     | «Maestranzas de noche»       |          |  |
| 3.     | «Explico algunas cosas»      |          |  |
| 4.     | «Canto a Stalingrado»        |          |  |
| 5.     | «Nuevo canto a Stalingrado»  |          |  |
| 6.     | «El empalado»                |          |  |
| 7.     | «Lautaro»                    |          |  |
| 8.     | «Américas»                   |          |  |
| 9.     | «Oda a la poesía»            |          |  |
| 10.    | «Oda a los poetas populares» |          |  |
| 11.    | «Oda a la manzana»           |          |  |
| 12.    | «Las aves del Caribe»        |          |  |
| 13.    | «Cuando de Chile»            |          |  |